# Onomastus nigricaudus
Onomastus nigricaudus là một loài nhện trong họ Salticidae.
Loài này thuộc chi Onomastus. Onomastus nigricaudus được Eugène Simon miêu tả năm 1900.